# Synagoge auf Delos
Die Synagoge auf Delos  ist eine Ruine auf der griechischen Insel Delos. Die Synagoge wird in ihrer heutigen Form in das 1. Jahrhundert v. Chr. datiert. Es handelt sich um die älteste Synagoge, die auch als Bau nachweisbar ist.

## Geschichte
Aus der Literatur und von Inschriften aus Delos ist mit Sicherheit bekannt, dass Juden und Samaritaner auf der Insel lebten.
Die Synagoge liegt an der Ostküste der Insel in der Stadt Delos, in einem bisher wenig ergrabenen Stadtgebiet, das aber vorherrschend als Wohngebiet diente. Der Bau liegt direkt am Meer und ist 28,30 × 30,70 m groß. Seine Ostseite ist nicht erhalten, da sie ins Meer abgerutscht ist. Das Gebäude war vermutlich ursprünglich ein Wohngebäude. Im ersten Jahrhundert v. Chr. gab es Umbauten, die das Gebäude in ein Gotteshaus umwandelten. Insgesamt konnten fünf Baustufen unterschieden werden.
Es besteht aus zwei großen Räumen, die mit Marmorbänken ausgestattet sind, einer von ihnen ist eine Art Thronraum mit einem Thron aus Marmor. Bei dem Bau fanden sich Votivstelen mit der Aufschrift: Gott, der höchste. Damit bezeichneten Juden und Samaritaner in der Diaspora ihren Gott.
Das Gebäude wurde von 1912 bis 1913 unter der Leitung von André Plassart ausgegraben. Architektur und Ausstattung gelten als Beleg, dass es sich bei dem Gebäude um eine Synagoge handelt. Einige Forscher widersprechen der Nutzung mit dem Hinweis, dass die Ausstattung von einem anderen Gebäude dorthin gebracht worden sein könnte.